# 1996 en handball
| Années du handball : 1993 - 1994 - 1995 - 1996 - 1997 - 1998 - 1999    |
| Décennies du handball : 1960 - 1970 - 1980 - 1990 - 2000 - 2010 - 2020 |

Cet article présente les faits marquants de l'année 1996 en handball.

## Par mois
- 14 mai : finale retour de la Ligue des champions féminine. Le club croate de Podravka Koprivnica met fin à la domination du Hypo Niederösterreich, quadruple champion en titre et vainqueur de 6 des 7 dernières éditions.
- 22 mai : l'OM Vitrolles, Champion de France 1996 invaincu, est contraint de déposer le bilan, puis est rétrogradé par la commission nationale de contrôle et de gestion de la fédération française.
- 4 août : match pour la médaille de bronze du Tournoi olympique hommes. La France, championne du monde en titre et l'un des favoris de la compétition, s'incline face à l'Espagne et termine au pied du podium. Les dissensions internes et la retraite internationale de plusieurs cadres mettent fin à l'ère des « Barjots »[1].

## Par compétitions

### Championnat d'Europe masculin
|                            | Nation         |
| -------------------------- | -------------- |
| Médaille d'or, Europe      | Russie         |
| Médaille d'argent, Europe  | Espagne        |
| Médaille de bronze, Europe | RF Yougoslavie |

La 2e édition du Championnat d'Europe masculin s'est déroulée en Espagne du 24 mai au 2 juin 1996.
La Russie remporte la compétition en s'imposant en finale 23-22 face à l'Espagne, hôte de la compétition. Vainqueur de la Suède, tenante du premier titre européen décerné, la RF Yougoslavie remporte la médaille de bronze (26-25). La France, championne du monde en titre, ne termine qu'à la septième place. Toutes ces équipes, sauf la Yougoslavie, se retrouvent deux mois plus tard aux Jeux olympiques d'Atlanta.
Aucune équipe-type n'aurait été désignée, mais Talant Dujshebaev a été élu meilleur joueur et Jaume Fort Mauri, également espagnol, est le meilleur gardien de but.
L'Allemand Thomas Knorr termine meilleur buteur avec 41 réalisations devant le Croate Patrik Ćavar (40 buts) et le Français Stéphane Stoecklin (39 buts).

### Jeux olympiques
|                                     | Hommes  | Femmes       |
| ----------------------------------- | ------- | ------------ |
| Médaille d'or, Jeux olympiques      | Croatie | Danemark     |
| Médaille d'argent, Jeux olympiques  | Suède   | Corée du Sud |
| Médaille de bronze, Jeux olympiques | Espagne | Hongrie      |

Pour sa troisième finale de suite dans le tournoi féminin, la Corée du Sud cède face au Danemark. Les tenantes du titre démarrent très bien la rencontre, menant 17-13 à la mi-temps. Mais les Danoises reviennent progressivement au score, et à une seconde de la fin, alors que le tableau d’affichage marque 29-29, un penalty est sifflé en faveur des Européennes : Anja Andersen, la spécialiste danoise qui a transformé dix de ses douze tentatives au cours du tournoi, se présente mais son tir est arrêté par le pied de la gardienne Oh Yong-ran. Le Danemark parvient à surmonter ce coup du sort en prolongations et l’emporte finalement 37-33.
Statistiques et récompenses du tournoi masculin
L'équipe-type des Jeux olympiques est :
- meilleur gardien de but : Mats Olsson,  Suède
- meilleur ailier droit : Irfan Smajlagić,  Croatie
- meilleur arrière droit : Stéphane Stoecklin,  France
- meilleur demi-centre : Magnus Andersson,  Suède
- meilleur pivot : Dimitri Torgovanov,  Russie
- meilleur arrière gauche : Frédéric Volle,  France
- meilleur ailier gauche : Patrik Ćavar,  Croatie

Le Croate Patrik Ćavar termine meilleur buteur avec 43 buts.
Statistiques et récompenses du tournoi féminin
L'équipe-type des Jeux olympiques est, :
- Meilleure gardienne de but : Susanne Munk Wilbek,  Danemark
- Meilleure ailière gauche : Kim Eun-mi,  Corée du Sud
- Meilleure arrière gauche : Anja Andersen,  Danemark
- Meilleure demi-centre : Lim O-kyeong,  Corée du Sud
- Meilleure pivot : Erzsébet Kocsis,  Hongrie
- Meilleure arrière ou ailière droite : Kjersti Grini,  Norvège
- Meilleure arrière ou ailière droite : Hong Jeong-ho,  Corée du Sud

À noter que Lim O-kyeong sera élue meilleure joueuse de l'année 1996, succédant à Erzsébet Kocsis et précédant Anja Andersen, toutes deux nommées dans l'équipe-type.
La Sud-coréenne Lim O-kyeong termine meilleure buteuse avec 41 buts et sera élue meilleure joueuse de l'année 1996, succédant à Erzsébet Kocsis et précédant Anja Andersen, toutes deux nommées dans l'équipe-type.

### Championnat d'Europe féminin
|                            | Nation   |
| -------------------------- | -------- |
| Médaille d'or, Europe      | Danemark |
| Médaille d'argent, Europe  | Norvège  |
| Médaille de bronze, Europe | Autriche |

La 2e édition du Championnat d'Europe féminin s'est déroulée au Danemark du 6 au 15 décembre 1996.
Le Danemark conserve son titre en battant la Norvège en finale. L'Autriche complète le podium à la suite de sa victoire face à l'Allemagne
À domicile, le Danemark apparaît comme le favori logique de cette 2e édition. Dirigées par le célèbre entraîneur Ulrik Wilbek, les Danoises réalisent un sans-faute, remportant ses cinq matchs de poules avant d'écarter l'Allemagne 22 à 20 en demi-finale puis la Norvège 25 à 23. Dans la petite finale, l'Allemagne ne parvient pas à se défaire d'une équipe autrichienne survoltée (30-23) qui obtient à cette occasion le meilleur résultat de son histoire. 
Il n'a pas été nommé d'équipe-type pour cette compétition, mais la Danoise Anja Andersen a été nommé meilleure joueuse et la Norvégienne Heidi Tjugum a reçu le prix de la meilleure gardienne de but,.
La Norvégienne Kjersti Grini termine meilleure buteuse avec 48 réalisations devant la Croate Elena Nemachkalo (en) et la Danoise Anja Andersen, toutes deux à 41 buts.

## Meilleurs handballeurs de l'année 1996
Les résultats de l'élection du meilleur handballeur mondial de l'année 1996 ont été dévoilés en février 1997. Chez les femmes, la Sud-coréenne Lim O-kyeong devance de peu la Danoise Anja Andersen et chez les hommes, l’espagnol Talant Dujshebaev a été plébiscité avec plus de 78 % des votes  :
| Rang | Joueuse                | Nationalité  | Club(s)                             | Poste            | Votes | %      |
| ---- | ---------------------- | ------------ | ----------------------------------- | ---------------- | ----- | ------ |
| 1    | Lim O-kyeong           | Corée du Sud | Hiroshima Maple Reds                | Demi-centre      | 739   | 26,1 % |
| 2    | Anja Andersen          | Danemark     | Walle Brême & Bækkelagets           | Arrière          | 713   | 25,2 % |
| 3    | Kjersti Grini          | Norvège      | Bækkelagets SK                      | Arrière droite   | 396   | 14,0 % |
| 4    | Susanne Munk Lauritsen | Danemark     | Viborg HK                           | Gardienne de but | 381   | 13,5 % |
| 5    | Shi Wei (en)           | Chine        | ?                                   | ?                | 255   | 9,0 %  |
| 6    | Sorina Lefter (ro)     | Autriche     | Hypo Niederösterreich               | Arrière droite   | 170   | 6,0 %  |
| 7    | Natalia Deriouguina    | Russie       | Viborg HK                           | Pivot            | 153   | 5,4 %  |
| 8    | Michaela Erler (de)    | Allemagne    | TuS Walle Brême & Borussia Dortmund | Pivot            | 21    | 0,7 %  |

| Rang | Joueur              | Nationalité    | Club(s)                          | Poste          | Votes | %      |
| ---- | ------------------- | -------------- | -------------------------------- | -------------- | ----- | ------ |
| 1    | Talant Dujshebaev   | Espagne        | Teka Santander                   | Demi-centre    | 1586  | 78,6 % |
| 2    | Mats Olsson         | Suède          | Ystads IF                        | Gardien de but | 108   | 5,4 %  |
| 3    | Irfan Smajlagić     | Croatie        | Badel 1862 Zagreb & Zamet Rijeka | ailier droit   | 107   | 5,3 %  |
| 4    | Stéphane Stoecklin  | France         | PSG-Asnières & GWD Minden        | Arrière droit  | 68    | 3,4 %  |
| 5    | Valeri Gopine       | Russie         | SC Merano et SG Leutershausen    | Ailier gauche  | 57    | 2,8 %  |
| 6    | Ahmed El-Attar (en) | Égypte         | ?                                | Arrière gauche | 36    | 1,8 %  |
| 7    | Nenad Peruničić     | RF Yougoslavie | CD Bidasoa Irún                  | Arrière gauche | 35    | 1,7 %  |
| 8    | Dimitri Torgovanov  | Russie         | St-Pétersbourg & Wallau-M.       | Pivot          | 21    | 1,0 %  |

## Bilan de la saison 1995-1996 en clubs

### Coupes d'Europe
| Compétition                        | Vainqueur                 | Finaliste             | Score    |
| ---------------------------------- | ------------------------- | --------------------- | -------- |
| Ligue des champions (C1)           | ŽRK Podravka Koprivnica   | Hypo Niederösterreich | 38 – 37  |
| Coupe des vainqueurs de coupe (C2) | TV Lützellinden 1904 e.V. | Kraš Zagreb           | 50 – 41  |
| Coupe de l'EHF (C3)                | Debreceni VSC*            | Bækkelagets SK        | 38E – 38 |
| Coupe des Villes (C4)              | HC Zalău*                 | Gjerpen Håndball      | 42E – 42 |

| Compétition                        | Vainqueur     | Finaliste         | Score   |
| ---------------------------------- | ------------- | ----------------- | ------- |
| Ligue des champions (C1)           | FC Barcelone  | CD Bidasoa Irún   | 46 – 38 |
| Coupe des vainqueurs de coupe (C2) | TBV Lemgo     | GD TEKA Santander | 49 – 45 |
| Coupe de l'EHF (C3)                | BM Granollers | Chakhtar Donetsk  | 56 – 45 |
| Coupe des Villes (C4)              | Drammen HK    | SG Hameln         | 49 – 42 |

### Saison 1995-1996 en France
| Compétition                 | Vainqueur              | Second                 | Score                  |
| --------------------------- | ---------------------- | ---------------------- | ---------------------- |
| Championnat de France masc. | OM Vitrolles           | PSG-Asnières           | –                      |
| Coupe de France masc.       | US Ivry                | OM Vitrolles           | 30 – 22                |
| Championnat de France fém.  | ASPTT Metz             | ES Besançon            | –                      |
| Coupe de France fém.        | Pas de coupe de France | Pas de coupe de France | Pas de coupe de France |

## Naissances
Parmi les joueurs et joueuses né(e)s en 1996, on trouve notamment :
| Joueurs - 5 janvier : Dragan Pechmalbec, - 20 février : Artsem Karalek, - 29 juin : Yanis Lenne, - 1er juillet : Ludovic Fabregas, - 22 août : Dylan Garain, - 20 novembre : Blaž Janc, - 28 novembre : Nikola Bilyk, - 4 décembre : Julien Meyer, | Joueuses |